# Friedrich Baethgen (teolog)
Friedrich Wilhelm Adolf Baethgen, född den 10 januari 1849, död den 5 september 1905, var en tysk syriolog och luthersk teolog, far till historikern Friedrich Baethgen.
Baethgen blev docent i Kiel 1878, extra ordinarie professor i teologiska fakulteten där 1884 och i Halle 1888, professor i Gamla testamentets exegetik i Greifswald 1889 samt i Gamla testamentets exegetik och semitiska språk i Berlin 1895. 
Hans främsta arbeten är Syrische Grammatik des Mar Elias von Tirhan (1880), Fragmente syrischer und arabischer Historiker (text och översättning, 1884), Evangelienfragmente (1884), Beiträge zur semitischen Religionsgeschichte (1888), Der Gott Israels und die Götter der Heiden (samma år) och Die Psalmen übersetzt und erklärt (1892; 2:a upplagan 1897), samt 2:a upplagan av Riehms Handwörterbuch des biblischen Altertums (1892–94).